# Fontana (Kalifornia)
Fontana egy város Kalifornia San Bernardino megyéjében. 1913-ban alapította Azariel Blanchard Miller és a második világháborúig falusias maradt, mikor Henry J. Kaiser építtetett egy acélgyárat a területre. Napjainkban a teherszállító ipar egyik kulcsfontosságú csomópontja.
2019-ben Fontana népessége 214,547 fő volt, amely San Bernardino megye második és Kalifornia 19. legnagyobb városa.

## Történelem
Fontanát 1913-ban alapította Azariel Blanchard Miller. A név fontana a magyar szökőkút vagy forrás szó olasz megfelelője. Pár éven belül mezőgazdasági város lett belőle citruskertekkel, szőlőültetvényekkel és tanyákkal. A második világháború idején átalakult a város, mikor Henry J. Kaiser felépítette a Kaiser Acélgyárat, amely abban az időben a Mississippi folyótól nyugatra csak a második acélgyár volt.
2000-re a város népessége 128,929 volt, jelenleg ez a szám 210 ezer körül van. 2006 és 2007 alatt sok, fejlett, de bejegyzetlen várost annektáltak a megyében.

## Éghajlat
| Hónap                         | Jan. | Feb. | Már. | Ápr. | Máj. | Jún. | Júl. | Aug. | Szep. | Okt. | Nov. | Dec. | Év   |
| ----------------------------- | ---- | ---- | ---- | ---- | ---- | ---- | ---- | ---- | ----- | ---- | ---- | ---- | ---- |
| Rekord max. hőmérséklet (°C)  | 33,9 | 33,3 | 36,1 | 38,9 | 44,4 | 43,9 | 45,6 | 43,9 | 47,2  | 42,2 | 35,6 | 33,9 | 47,2 |
| Átlagos max. hőmérséklet (°C) | 20,0 | 21,1 | 21,7 | 24,4 | 26,7 | 31,1 | 35,0 | 35,0 | 32,8  | 28,3 | 23,3 | 20,6 | 26,7 |
| Átlagos min. hőmérséklet (°C) | 7,2  | 8,3  | 8,3  | 9,4  | 11,7 | 13,9 | 16,7 | 17,2 | 16,7  | 13,3 | 9,4  | 6,7  | 11,6 |
| Rekord min. hőmérséklet (°C)  | −5,6 | −2,2 | −1,1 | −1,1 | 1,7  | 5,6  | 8,9  | 8,9  | 6,7   | 0,6  | −2,2 | −5,0 | −5,6 |
| Átl. csapadékmennyiség (mm)   | 9    | 9    | 9    | 2    | 0    | 0    | 0    | 0    | 1     | 1    | 3    | 4    | 37   |
| Forrás: Weather.com           |      |      |      |      |      |      |      |      |       |      |      |      |      |

## Fontos személyek
- Travis Barker: zenész, a Blink-182 dobosa
- Tyler Chatwood: Colorado Rockies (MLB) dobója
- Jesse Chavez: baseball játékos, Los Angeles Angels (MLB)
- Chukwudi Chijindu: a Chivas USA labdarúgója
- Greg Colbrunn: korábbi MLB játékos, bajnok
- Jermaine Curtis: MLB játékos
- Mike Davis: író, kommentátor
- Cornelius DeBakcsy: újságíró
- Adam Driver: színész[6]
- Maurice Edu: a Stoke City labdarúgója[7]
- Bill Fagerbakke: szinkron színész (Spongyabob Kockanadrág)
- Sammy Hagar: zenész, a Montrose és a Van Halen korábbi tagja[8]
- Alan Harper: amerikai futballista
- Chauncey Hollis Jr: rapper, producer
- Marvin Jones: a Cincinnati Bengals wide receivere
- Sharon Jordan: színésznő (Zack és Cody élete)
- Scott Karl: a Milwaukee Brewers, a Colorado Rockies, és az Anaheim Angels baseball-játékosa
- Sam Khalifa: korábbi MLB játékos
- Bobby Kielty: korábbi MLB játékos
- Jeff Liefer: korábbi MLB játékos
- Whitman Mayo: színész (Sanford and Son)
- Troy Percival: a Tampa Bay Rays, és az Anaheim Angels dobója, MLB-bajnok
- Leo Romero: profi gördeszkázó
- Sean Rooks: korábbi NBA-játékos
- Charlyne Yi: színésznő
- Mia Yim: birkózó